# Mimmi Bergh
Mimmi Bergh, född 1845, död 1932, var en finländsk pedagog, författare, översättare och feminist.